# Hofkirchen im Traunkreis
Hofkirchen im Traunkreis è un comune austriaco di 1 857 abitanti nel distretto di Linz-Land, in Alta Austria.